# Окунь-подкаменщик
О́кунь-подка́менщик (лат. Romanichthys valsanicola) — реликтовый вид пресноводных лучепёрых рыб семейства окуневых (Percidae). Единственный представитель рода окуней-подкаменщиков (Romanichthys). Впервые описан в 1957 году румынскими ихтиологами М. Думитреску, П. М. Бэнэреску и Н. Стойка.

## Описание

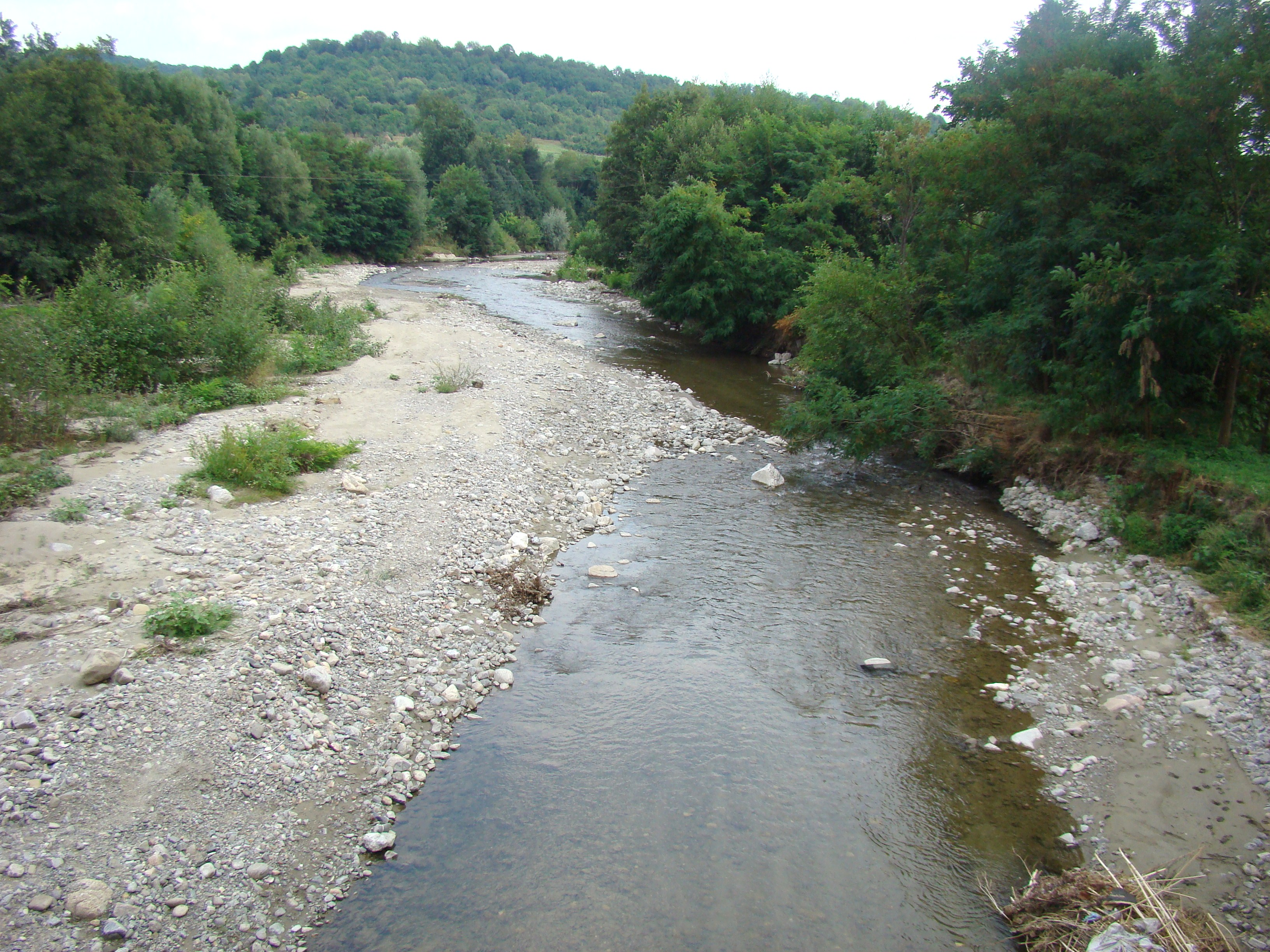
Река Вылсан — единственное место, где обитают окуни-подкаменщики

В длину достигает 12,5 см. Тело округлой формы с двумя спинными плавниками, уплощающееся к концу. Голова широкая, почти полностью покрыта чешуёй. Генитальная папилла хорошо развита. Цвет чешуи — от тёмно-серого до тёмно-коричневого, брюха — от белого до желтоватого.

## Распространение
Вид, который, по-видимому, ранее был широко распространён во всей Палеарктике, в наши дни является реликтовым эндемиком Румынии. Изначально (на момент описания таксона) обитал в реке Арджеш и двух её притоках — Рыул-Доамней и Вылсан; сейчас же сообщается о сужении ареала вида до километрового участка Вылсана.
Обитает у дна среди камней.

## Размножение
Самки откладывают около 120—150 (по другим данным — 40—50) икринок на дно между камнями. Нерест, по-видимому, порционный, происходит во второй половине мая.
Половой диморфизм не выражен.

## Питание
Питается личинками насекомых, таких как подёнки или веснянки. Нередко сам становится пищей для крупных хищных рыб.

## Замечания по охране
Точная численность неизвестна.

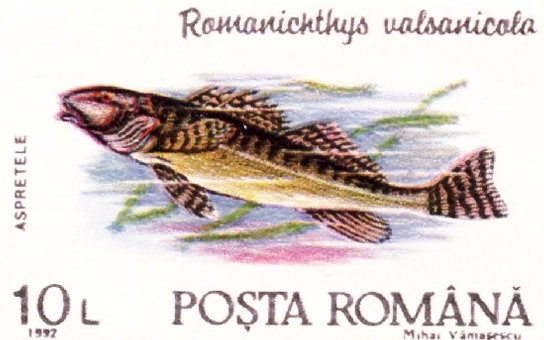
Румынская почтовая марка номиналом 10 леев с изображением окуня-подкаменщика

Вид находится на грани исчезновения (статус «CR») по данным Международного союза охраны природы на 1996 год. Среди угроз для вида — загрязнение водоёма, в котором обитает окунь-подкаменщик. В настоящее время ведутся активные мероприятия по сохранению редкой рыбы, которая может не прижиться в условиях неволи.
Вид неинтересен с промысловой точки зрения, хотя ранее имелись сообщения о ловле окуня-подкаменщика браконьерами.